# Paris-Bourges 1999
Paris-Bourges 1999 est la 49e édition de la course cycliste française Paris-Bourges se déroulant le 30 septembre 1999 entre Gien (Loiret) et Bourges (Cher), sur une distance de 206,5 kilomètres.
La course est remportée par l'Italien Daniele Nardello évoluant dans l'équipe belge Mapei-Quick Step.
L'épreuve constitue la dernière des quinze courses de la huitième édition de la coupe de France de cyclisme sur route.

## Présentation

### Équipes
Au moins 10 équipes sont au  départ de la course
| Groupes sportifs I (7)- Mapei-Quick Step - Lotto-Mobistar - Festina-Lotus - Cofidis-Le Crédit par Téléphone - La Française des jeux - Crédit agricole - Casino Groupes sportifs II (3)- BigMat-Auber 93 - Home Market-Ville de Charleroi - Palmans-Ideal |
| |

## Classement final
| \| Classement général \| Classement général \| Classement général \| Classement général \| Classement général \| \| Coureur \| Coureur \| Pays \| Équipe \| Temps \| \| ------------------ \| ------------------ \| ------------------ \| ------------------------------- \| ------------------ \| \| 1er \| Daniele Nardello \| Italie \| Mapei-Quick Step \| 4 h 55 min 59 s \| \| 2e \| Andreï Tchmil \| Belgique \| Lotto-Mobistar \| \| \| 3e \| Laurent Brochard \| France \| Festina-Lotus \| \| \| 4e \| Nico Mattan \| Belgique \| Cofidis-Le Crédit par Téléphone \| + 14 s \| \| 5e \| Nicolas Jalabert \| France \| Cofidis-Le Crédit par Téléphone \| + 29 s \| \| 6e \| Lars Michaelsen \| Danemark \| La Française des jeux \| \| \| 7e \| Stéphane Bergès \| France \| BigMat-Auber 93 \| \| \| 8e \| Andrea Noè \| Italie \| Mapei-Quick Step \| \| \| 9e \| Jens Voigt \| Allemagne \| Crédit Agricole \| \| \| 10e \| Peter Farazijn \| Belgique \| Cofidis-Le Crédit par Téléphone \| \| |                  |           |                                 |                 |
| |                  |           |                                 |                 |
| |                  |           |                                 |                 |
| Classement général |                  |           |                                 |                 |
| Coureur | Coureur          | Pays      | Équipe                          | Temps           |
| 1er | Daniele Nardello | Italie    | Mapei-Quick Step                | 4 h 55 min 59 s |
| 2e | Andreï Tchmil    | Belgique  | Lotto-Mobistar                  |                 |
| 3e | Laurent Brochard | France    | Festina-Lotus                   |                 |
| 4e | Nico Mattan      | Belgique  | Cofidis-Le Crédit par Téléphone | + 14 s          |
| 5e | Nicolas Jalabert | France    | Cofidis-Le Crédit par Téléphone | + 29 s          |
| 6e | Lars Michaelsen  | Danemark  | La Française des jeux           |                 |
| 7e | Stéphane Bergès  | France    | BigMat-Auber 93                 |                 |
| 8e | Andrea Noè       | Italie    | Mapei-Quick Step                |                 |
| 9e | Jens Voigt       | Allemagne | Crédit Agricole                 |                 |
| 10e | Peter Farazijn   | Belgique  | Cofidis-Le Crédit par Téléphone |                 |